# 布拉托沃埃什蒂鄉
44°7′48″N 23°53′59″E / 44.13000°N 23.89972°E
布拉托沃埃什蒂鄉（羅馬尼亞語：Comuna Bratovoești, Dolj），是羅馬尼亞的鄉份，位於該國西南部，由多爾日縣負責管轄，面積46平方公里，海拔高度78米，2007年人口3,393，人口密度每平方公里74人。